# Justine-Herbigny
 Justine-Herbigny  là một xã ở tỉnh Ardennes, thuộc vùng Grand Est ở phía bắc nước Pháp.